# Двуречки
Двуре́чки — село в Грязинском районе Липецкой области России. Административный центр Двуреченского сельсовета.
До реформы административной системы Советского Союза 1929 года село входило в состав Фащевской волости Липецкого уезда Тамбовской Губернии.  

## История
Основано в начале XVII века. В «Дозорной книге» 1615 года упоминается как починок Усть-Двуре́чек. Село получило своё название по реке Двуречке, на левом берегу которой находится.
В 1862 году в селе насчитывалось 382 двора с 2808 жителями (1300 мужского пола и 1508 женского), работало три мельницы.
Согласно энциклопедическому словарю Брокгауза и Ефрона 1893 года село относилось к Липецкому уезду Тамбовской губернии. В селе проживало 3000 человек в 405 дворах, имелась школа, корчма.
В 1911 году в селе в 740 дворах проживало 5033 человека (2511 мужского и 2522 женского пола). Душевой земельный надел составлял 740 сажень. Население занималось плотничеством, земледелием и лесопромышленностью. В селе имелось три школы: женская церковно-приходская, смешанная церковно-приходская и земская двухкомплектная. Сельская библиотека насчитывала 430 наименований книг.
Наличие рядом с сёлами Фащевка и Двуречки торфяных болот определило круг занятий местного крестьянства. В свободное от страды время крестьяне добывали торф (см. также посёлок Первомайский, бывший Торфразработки). Примерно до середины 1950-х годов существовала узкоколейная железная дорога для доставки торфа на Мариинский спиртзавод (сейчас Липецкий спиртзавод) и Боринский сахарный завод.
Достаточно часто за торф с крестьянами расплачивались продукцией завода, то есть спиртом. Частые пьянки приводили к дракам и поджогам домов. В работах Серафима Неверова и Семенова-Тянь-Шанского отмечается, что за одну ночь в деревнях Фащевка и Двуречки могло сгореть до 25 домов. Там же отмечается, что Липецкий уезд занимает последнее место в России по количеству таких преступлений, как «убийства, прелюбодеяния, насилие против женщин и преступления против порядка и управления». А по числу преступлений «против телесной неприкосновенности», то есть по числу драк, уступали только Москве.

## Население
| 1939 | 2009  | 2010  | 2013  |
| ---- | ----- | ----- | ----- |
| 4894 | ↘1274 | ↗1459 | ↗1736 |

## Церковь
В 1811 году, на средства прихожан, построена каменная, холодная церковь с двумя престолами. Главный престол освящен во имя святителя Николая Чудотворца (региональный ). , придельный во имя Покрова Божьей матери. При церкви была особенно чтимая икона Божьей Матери «Скоропослушница» выписанная с Афонской горы
В 1869 году к храму была пристроена трапезная. В 1907—1911 годах по проекту архитектора В. И. Фреймана трапезная расширена. В 1930-х годах, несмотря на протесты, храм был отобран у общины верующих. Возвращён общине в 1945 году.

## Известные уроженцы

Плакат уроженцам Двуречек — героям Советского Союза

- командир первой батареи реактивных миномётов «катюш» герой Российской Федерации И. А. Флёров
- герои Советского Союза:

- В. А. Басинский
- С. А. Бахаев
- Т. З. Присекин
- С. Г. Литаврин.

- олимпийский чемпион по плаванию (1980), заслуженный мастер спорта СССР — Ю. И. Присекин
- историк, краевед, почётный архивист — Поляков, Валерий Борисович

В Двуречках есть краеведческий музей и музей имени Флёрова.